# Пейтон, Джерри
Дже́рри Пе́йтон (англ. Gerry Peyton; род. 20 мая 1956, Бирмингем, Уорикшир) — ирландский футболист, вратарь. По завершении игровой карьеры — тренер, специализирующийся на подготовке голкиперов.

## Клубная карьера
Во взрослом футболе дебютировал в 1975 году в команде «Бернли», в которой провёл два сезона, приняв участие в 30 матчах чемпионата.
Своей игрой за эту команду привлёк внимание представителей тренерского штаба клуба «Фулхэм», к составу которого присоединился в 1977 году. Сыграл за лондонский клуб следующие девять сезонов своей игровой карьеры. Большую часть времени, проведённого в составе «Фулхэма», был основным из голкиперов команды.
С 1983 по 1993 год играл за клубы «Саутенд Юнайтед», «Борнмут», «Эвертон», «Болтон Уондерерс», «Норвич Сити», «Брентфорд» и «Челси».
Завершил профессиональную игровую карьеру в клубе «Вест Хэм Юнайтед», за который выступал в течение 1993—1994 годов.

## Выступления за сборную
В 1977 году дебютировал в официальных матчах в составе национальной сборной Ирландии. В течение карьеры в национальной команде, которая длилась 16 лет, провёл в форме главной команды страны лишь 33 матча.
В составе сборной был участником чемпионата Европы 1988 года в ФРГ, чемпионата мира 1990 года в Италии.

## Карьера тренера
Начал тренерскую карьеру в тренерском штабе японского клуба «Виссел» (Кобе).
В дальнейшем входил в тренерские штабы клубов «Джубило Ивата», АИК и «Фулхэм» и «Арсенал».